# فن هندوسي

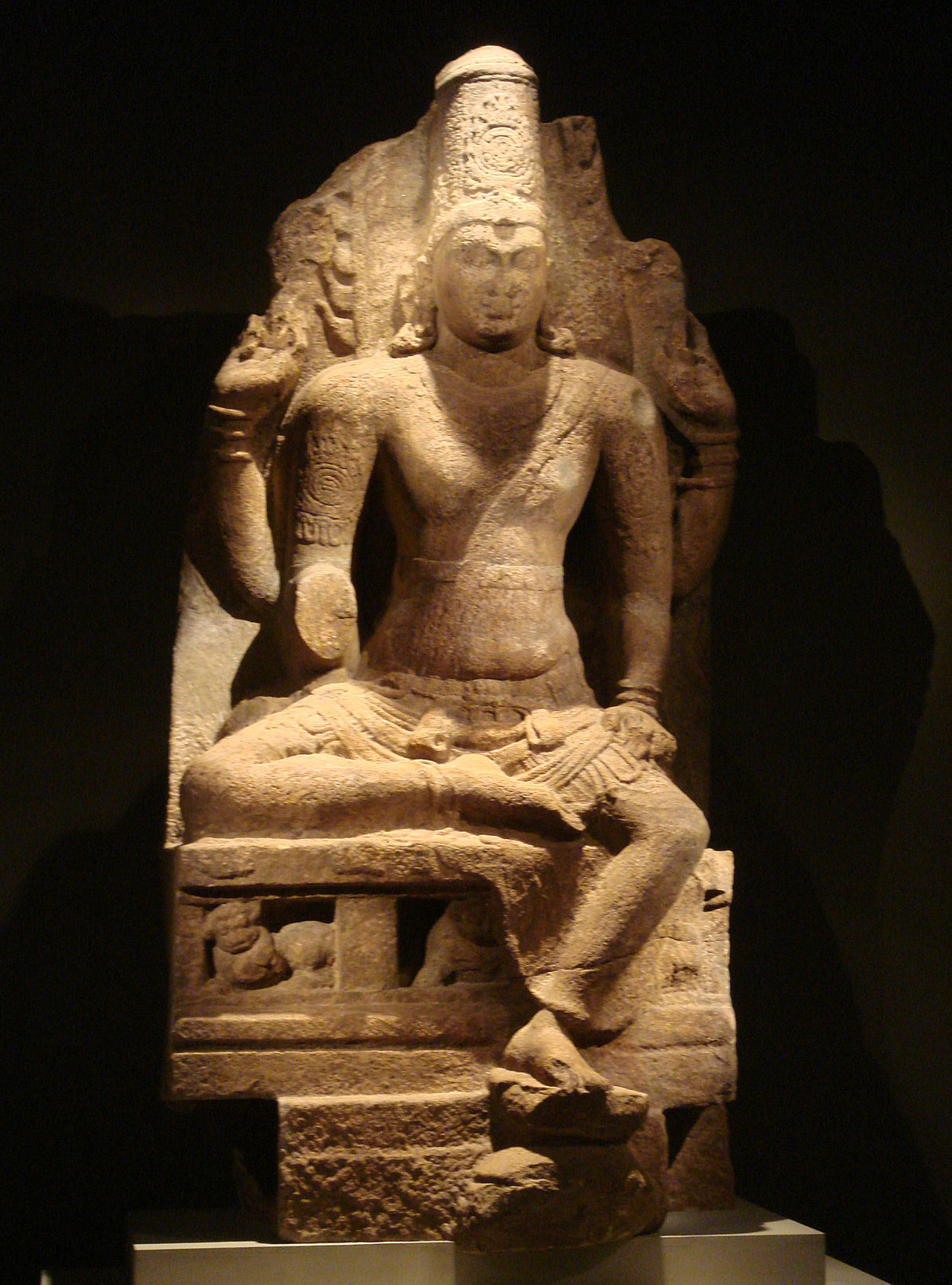
تمثال لفيشنو بأربعة أذرع في وضع الجلوس لاليتاسانا، من عصر البنديائيين، القرن 8-9 م.

يشمل الفن الهندوسي التقاليد والأساليب الفنية المرتبطة ثقافيًا بالديانة الهندوسية وله تاريخ طويل من الارتباط الديني بالكتب المقدسة والطقوس والشعائر الهندوسية.

## خلفية
الهندوسية بأتباعها البالغ عددهم مليار شخص تشكل نحو 15% من سكان العالم وعلى هذا النحو فالثقافة التي تتبعها مليئة بمختلف جوانب الحياة المتأثرة بالفن. هناك 64 فنًا تقليديًا مُتبعًا في الهندوسية بدءًا بالكلاسيكيات الموسيقية وتتنوع على طول الطريق إلى طرق ارتداء المجوهرات وتزيينها. ولأن الدين والثقافة لا ينفصلان يتكرر ظهور الرموز الهندوسية مثل الآلهة وتناسخها، وزهرة اللوتس، والأطراف الزائدة، وحتى الفنون التقليدية في العديد من المنحوتات واللوحات والموسيقى والرقص.

## التاريخ

### أقدم الصور للآلهة الهندوسية (القرنان الثالث والثاني ق.م.)
يُعتقد أنه قبل اعتماد النحت الحجري، كان هناك تقليد قديم باستخدام الطين أو الخشب في صنع تماثيل الآلهة الهندية، والتي لم تبق لهشاشة المادة التي صنعت منها.

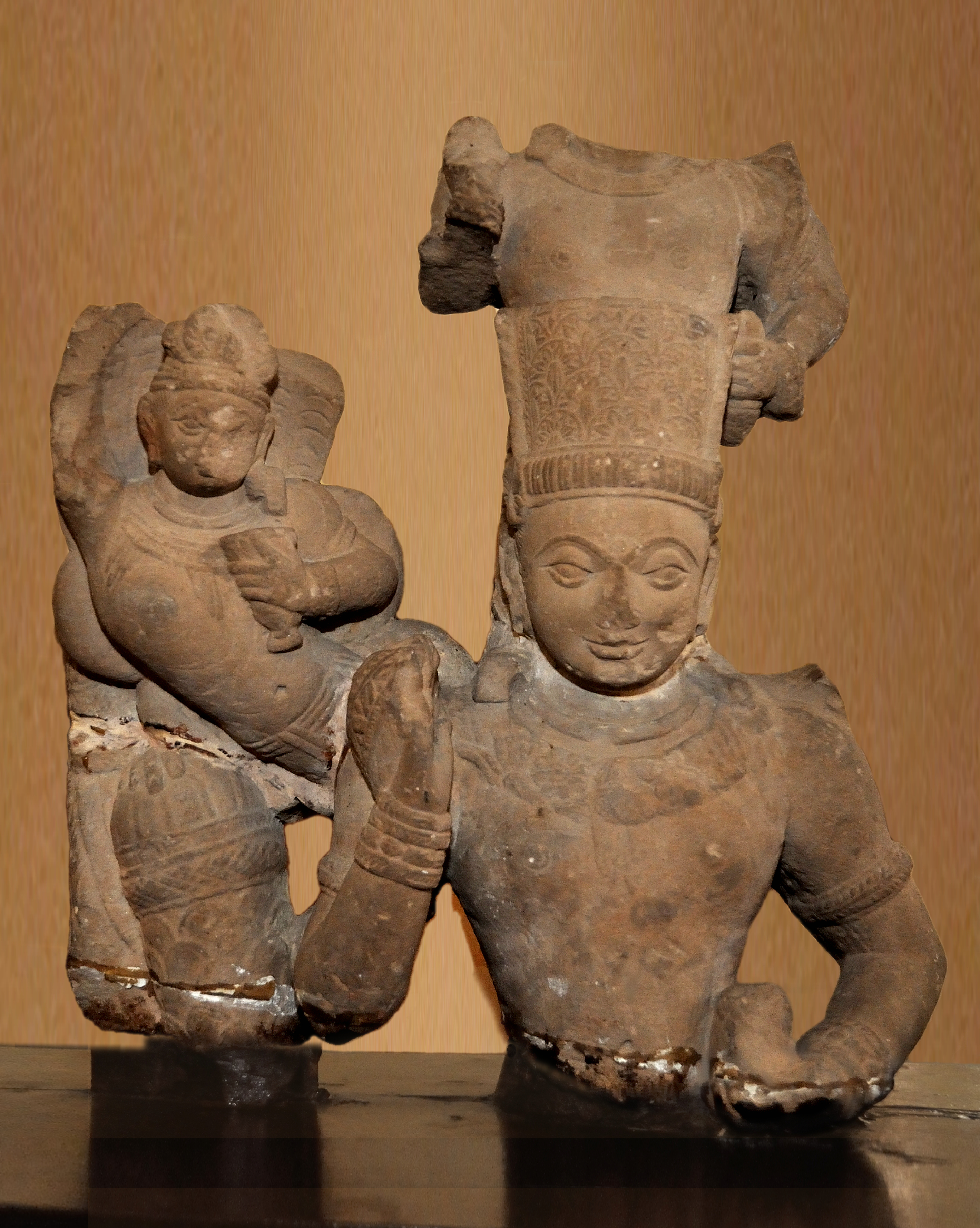
شاتوفيوها فيشنو: فاسوديفا وأعضاء آخرون من عشيرة فريشني. فاسوديفا (الصورة الرمزية لفيشنو) في المنتصف مع صولجانه ذو الزخرفة الثقيلة على جانبه وممسكًا بمحارة، شقيقه الأكبر بالارما إلى يمينه تحت غطاء الثعبان، وابنه براديومنا إلى يساره (مفقود) وحفيده آنيرودها في الأعلى. القرن الثاني الميلادي، متحف ماثورا.

لا توجد بقايا لمثل هذه التمثيلات، ولكن تظهر شهادة غير مباشرة على وجودها في بعض عملات الإمبراطورية الماورية المختومة، وكذلك عملات الملك الهندي الإغريقي أغاثوكليس، الذي سك عملات عليها صور الآلهة الهندية، جنبًا إلى جنب مع الأساطير بالخط البراهمي، نحو 180-190 ق.م. يُعتقد الآن أن الإله الموضح في بعض العملات المعدنية المختومة من القرن الثالث ق.م. هو بالاراما، بسماته المميزة: محراث في يده اليسرى المرفوعة ومدقّة في يده اليمنى المرفوعة. [كما يظهر بين التصويرات الأولى المعروفة للآلهة الهندوسية التي تظهر على العملات الهلنستية، بصفتهم شهودًا من قبل الهنود الإغريق في شمال غرب شبه القارة الهندية، ويُعرفون عمومًا بأنهم بالاراما- ساماكارشانا، وفاسوديفا- كريشنا، مع سماتهم، خاصةً صولجان جادا والمحراث للأول، وسمات فيشنو لشانخا (عبوة أو محارة على شكل كمثرى) وعجلة السودارشانا شاكرا للأخيرة.] وفقًا لبوبيريتشي، غطاء الرأس هو في الواقع تحريف لعمود مع مظلة نصف قمرية الشكل في الأعلى (شاترا)، كما يُرى في التماثيل اللاحقة من بوداسفات في ماثورا. لذلك يُعتقد أن الصور، التي سبقت القطع النقدية لكنها فقدت الآن، كانت بمثابة نماذج للنقاشين.
كما تُعتبر الفتيات الراقصات على بعض عملات أغاثوكليس و بانتاليون أحيانًا تمثيلات للاكشمي، عقيلة فيشنو، وإلهة الوفرة والثروة عند البوذيين، أو سبهاردا، أخت كريشنا وبالارما.

### النقوش المبكرة ( القرن الأول ق.م.)
بحلول عام 100 ق.م. تبدأ نقوش فن ماثورا في تمثيل مشاهد أكثر تعقيدًا، وفقًا لسونيا ريي كوينتانيلا، فإن هذا العصر كان عصر «التنويع الأيقوني والنضج السردي». بعض النقوش، مثل «قوس كاترا»، قد تكون ممثلةً عن البراهمة وأيقونة لعبادة شيفا. تعود هذه النقوش من ماثورا إلى نحو 100 ق.م. هذه الأمثلة على النقوش السردية، رغم بقاء القليل منها، دقيقة ومعقدة مثل النقوش السردية البوذية المعروفة في بهاروت وسانشي وأمارافاتي.

### الفن الهندوسي تحت حكم الكوشان (القرنان 2-3 م.)
بدأ الفن الهندوسي مرحلة تطوره الكامل من القرن الأول حتى القرن الثاني الميلادي، ولا يوجد سوى عدد قليل جدًا من الأمثلة على التعبير الفني قبل ذلك الوقت. وجد الفن الهندوسي إلهامه الأول في فن ماثورا البوذي. إذ صُورت الآلهة الفيدية الثلاثة إندرا وبراهما وسوريا لأول مرة في النحت البوذي، كحاضرين في مشاهد الاحتفال بحياة بوذا، مثل ولادته، ونزوله من جنة الترايماستريمشا، أو تراجعه في كهف إندراسالا. خلال فترة الكوشان، أدخل الفن الهندوسي تدريجيًا الكثير من العناصر الأسلوبية والرموز الهندوسية الأصلية، على النقيض من التوازن والبساطة المعروفين في الفن البوذي. تظهر الاختلافات في الأيقنة وليس الأسلوب. يعتبر بشكل عام أن الآلهة البراهمية قد اتخذت شكلها النموذجيّ في ماثورا خلال حكم الكوشان:
«كان في التقديم المرئي لمختلف الآلهة والإلهات البراهمية أن أظهر فنان ماثورا براعته وابتكاره في أفضل حالاتهما. فإلى جانب جميع الرموز الرئيسية تقريبًا فيشنو، وشيفا، وسوريا، وساكتي، وجاناباتي. مُنِح عدد من الآلهة الفرعيين شكلاً ملموسًا في الفن الهندي لأول مرة بطريقة منظمة هنا، بالنظر إلى هذا ولتنوع وتعدد الصور التعبدية التي صُنِعت بعد ذلك، فإن تلك الفترة من تاريخ ماثورا خلال القرون الثلاثة الأولى من العصر المسيحي، والتي تزامنت مع حكم الكوشان، يمكن أن توصف بانها كانت ثورية في تطوير النحت البراهميّ».'

بران جوبال بول وديبجاني بول، في كتابهما الصور البراهمية في الفن الكوشاني في ماثورا: التقليد والابتكارات.
تشير بعض التماثيل خلال هذه الفترة إلى أن مفهوم الأفاتارات قد بدأ في الظهور، إذ تظهر صور«شاتور- فيوا» (الانبثاقات الأربعة لفيشنو). تمثال «شاتوفيوها فيشنو» الشهير في متحف ماثورا هو محاولة لإظهار فاسوديفا الصورة الرمزية لفيشنو في تكوين واحد مع أعضاء آخرين من عشيرة فريشني لنظام بانشرات: سامكاراسانا، وبراديومنا، وآنيرودها، وسامبا (الجزء الخاص به مفقود)، فاسوديفا  في وضع الإله المركزي الذي ينبثق منه الآخرون. الجزء الخلفي من النقش محفور على شكل فروع شجرة كادامبا، ما يدل بشكل رمزي على العلاقة بين الآلهة المختلفة. أُخِذ تصوير فيشنو أسلوبيًا من نوع بوديساتفاس المزخرف، مع المجوهرات الغنية وغطاء الرأس المزخرف.